# Шайкевич, Анатолий Ефимович
Анатолий Ефимович Шайкевич (литературный псевдоним Аш; 3 [15] марта 1879, Санкт-Петербург — 27 октября 1947, Париж) — юрист, журналист, балетный и театральный критик, коллекционер, музыкант.

## Биография
Сын присяжного поверенного и финансиста, надворного советника Ефима Григорьевича Шайкевича (1857—1928), члена правления и директора Санкт-Петербургского Международного коммерческого банка, председателя Русского общества «Всеобщая компания электричества», председателя правления общества Тульского медно-прокатного завода и Соединённого кабельного завода. В 1901 году окончил юридический факультет Санкт-Петербургского университета. Работал адвокатом, секретарём правления и советником Санкт-Петербургского международного банка, администратором Российского золотопромышленного общества, фортепианной фабрики братьев Оффенбах, юрисконсультом Тульского медно-прокатного завода; печатался в петербургских газетах «День» и «Русская воля», «Новости» О. К. Нотовича.
В 1918 году вместе с отцом переехал вначале в дачный порсёлок Тюрисевя под Петроградом, а затем эмигрировал в Германию, где вместе с Е. Э. Крюгер (Elsa Krüger), Е. А. Смирновой, Б. Г. Романовым и А. Н. Обуховым создал Берлине Русский романтический театр в (1922—1926).
Вместе с Б. Г. Романовым и П. П. Потемкиным написал сценарий к балету Э. Грига «Сольвейг».
Публиковался в парижском журнале для детей «Зеленая палочка» (1920) и берлинском журнале «Театр» (1922).
В 1930 году переехал в Париж. Печатался в журналах «Театр и жизнь», «Последние новости».
В 1935 году для Балетной студии Л. Н. Егоровой в зале Iéna поставил собственный спектакль «Колинетта и Роксана». Выступал с докладами о балете на вечере «Современных записок» в 1936 году, на выставке «Русские балеты Дягилева» в 1939 году. В 1937 году организовал вечер «Русские мастера классического танца».
В 1946 году участвовал в проведении Исторических концертов русской музыки в Париже.
В 1947 году вместе с Ю. П. Одарченко и В. А. Смоленским редактировал литературный альманах «Орион». Печатался в газете «Русские новости».
Состоял в Объединении русских писателей и поэтов.
Умер 27 октября 1947 года в Париже. Похоронен на кладбище Монпарнас.

## Семья
- Брат — Фёдор Ефимович Шайкевич, инженер путей сообщения. Сводные братья — художники Евгений Густавович Берман и Леонид Густавович Берман[4].
- Первая жена — Варвара Васильевна Шайкевич. Сын — балетовед Андрей Шайкевич.
- Вторая жена — Клавдия Васильевна Павлова-Шайкевич (1899—1958), балерина.

## Литературные труды
- «Mythologie du ballet: de Vigano à Lifar» («Мифология балета от Вигано до Лифаря») — Париж, 1939.
- «Lifar et le ballet contemporain» («Лифарь и современный балет») — издана посмертно в Париже в 1950 году.
- «Мост вздохов через Неву» — рукопись воспоминаний, хранится в Российском государственном архиве литературы и искусства (РГАЛИ), фрагмент был опубликован в 1995 году в «Новом литературном обозрении».